# مفصل سرجي

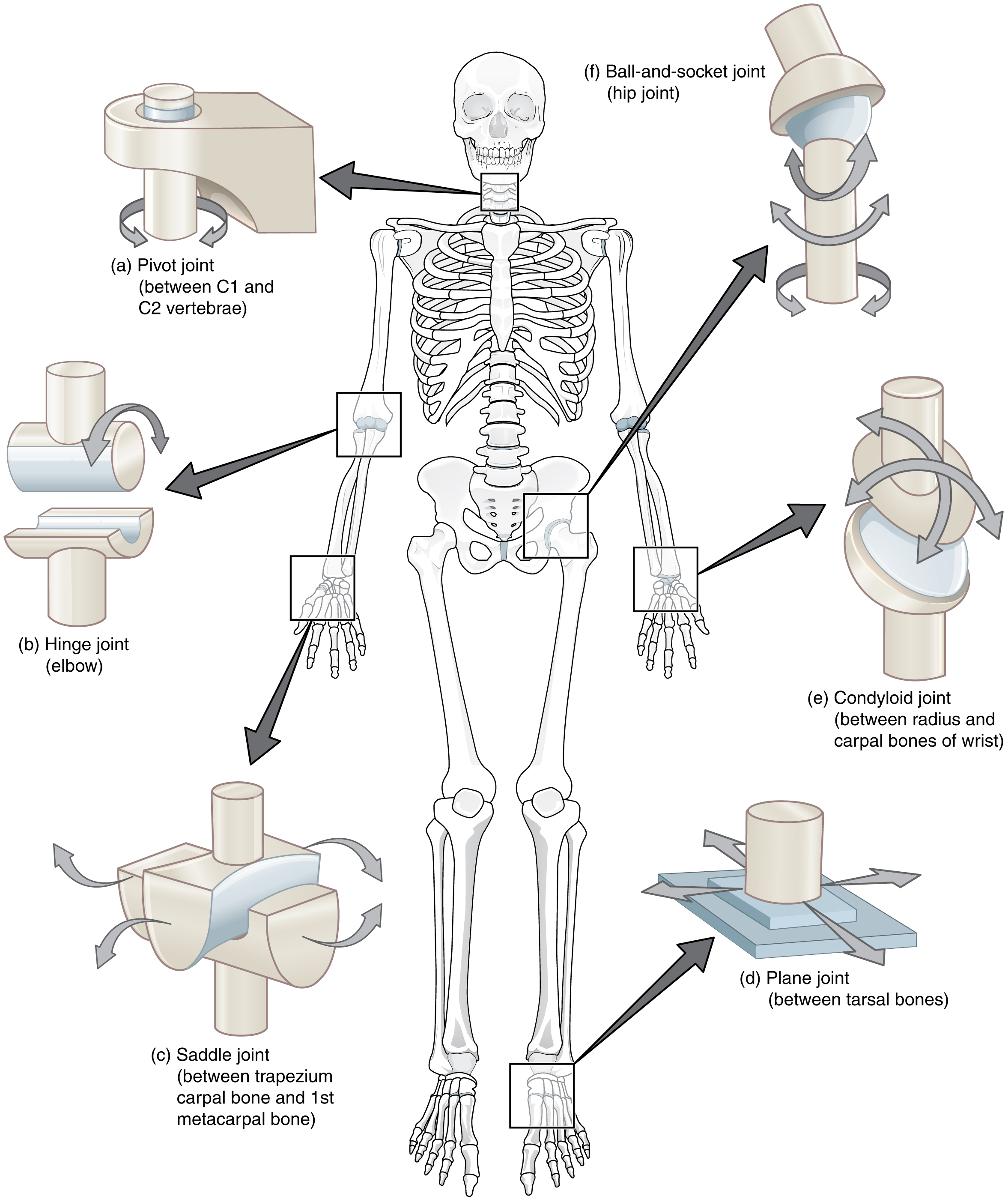
أنواع المفاصل الزلالية (Synovial joints) كما هي مُبيّنة على الرسم بعكس اتجاه عقارب الساعة ، وبدئاً من أعلى اليسار:
a-محوري Synovial joint
b-رزّي Hinge joint
c-سرجي saddle joint
d-مُسطّح Plane joint
e-لُقمي Condyloid joint
f-الكرة والتجويف ball and socket joint

المَفْصِلٌ السرجيّ (بالإنجليزية: saddle joint)‏ أو (بالإنجليزية: sellar joint)‏ أو (بالإنجليزية: articulation by reciprocal reception)‏ يكون بين عظمين ، سطح أحدهما مقعّر والآخر محدّب ، على التبادل.

## الحركة
المفاصل السرجية ذوات محورين، مما يسمح بالحركة في المستوى السهمي (بالإنجليزية:  sagittal plane)‏ و المستوى الجبهي (بالإنجليزية:  frontal plane)‏.
حركة المَفْصِلٌ السرجيّ هي نفسها حركة المفصل اللقماني ، أي يسمح بالحركة في مستويين اثنين ويسمح بالحركات التالية ، و لكن بدون دوران حول المحور:
- الثني (بالإنجليزية: Flexion)‏ و البسط (بالإنجليزية: Extension)‏.
- التبعيد (بالإنجليزية: Abduction)‏ و التقريب (بالإنجليزية: Adduction)‏.
- الدَيرورَة (بالإنجليزية:  circumduction)‏.

## أمثلة
أفضل مثال على المفصل السرجي هو:
- عظم السنع 1 (الإبهام) (بالإنجليزية: metacarpal 1)‏.
- العظم المربعي في الرسغ (بالإنجليزية: trapezium of the wrist)‏.

## صور إضافية

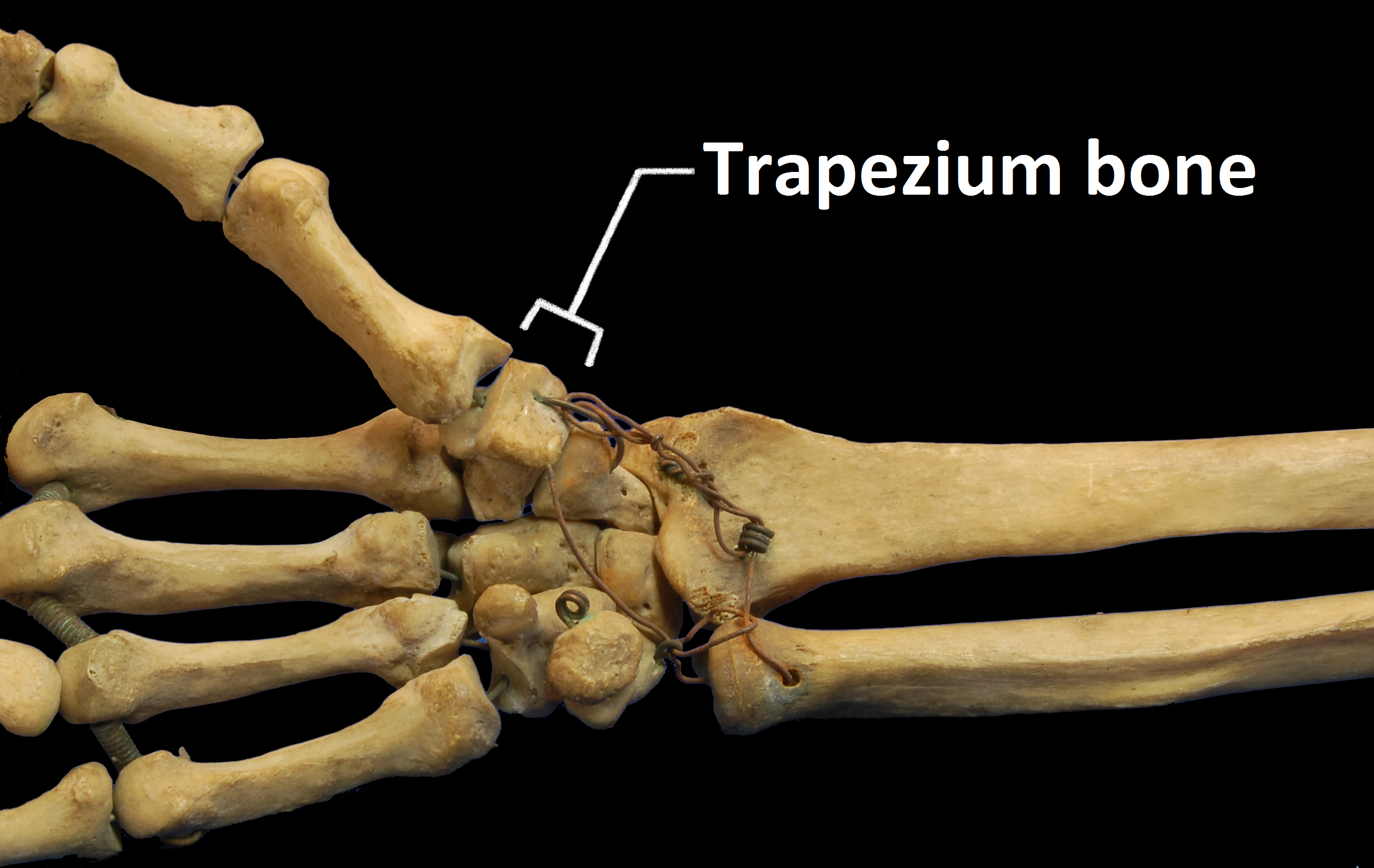
مفصل سرجي.
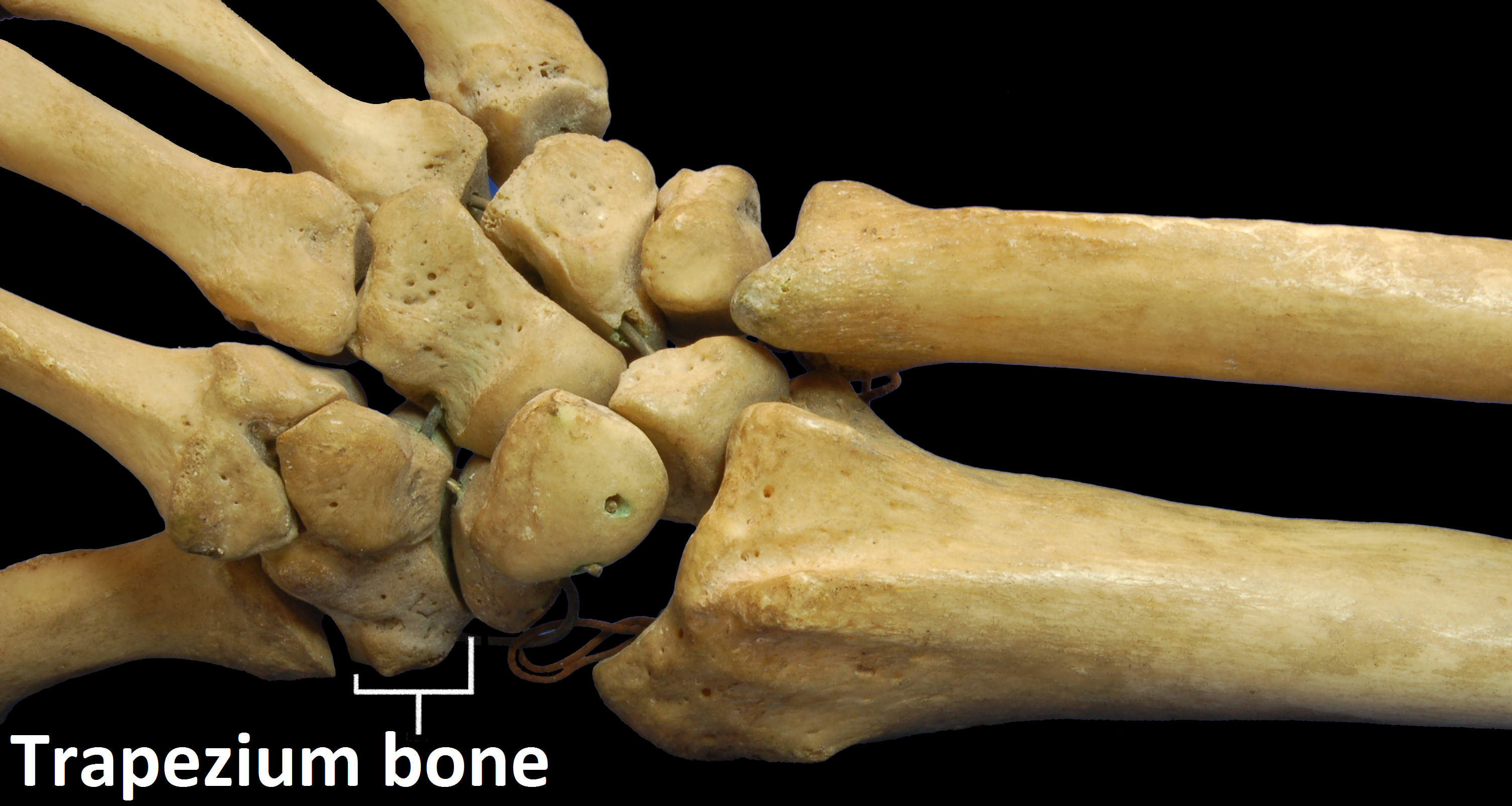
مفصل سرجي.
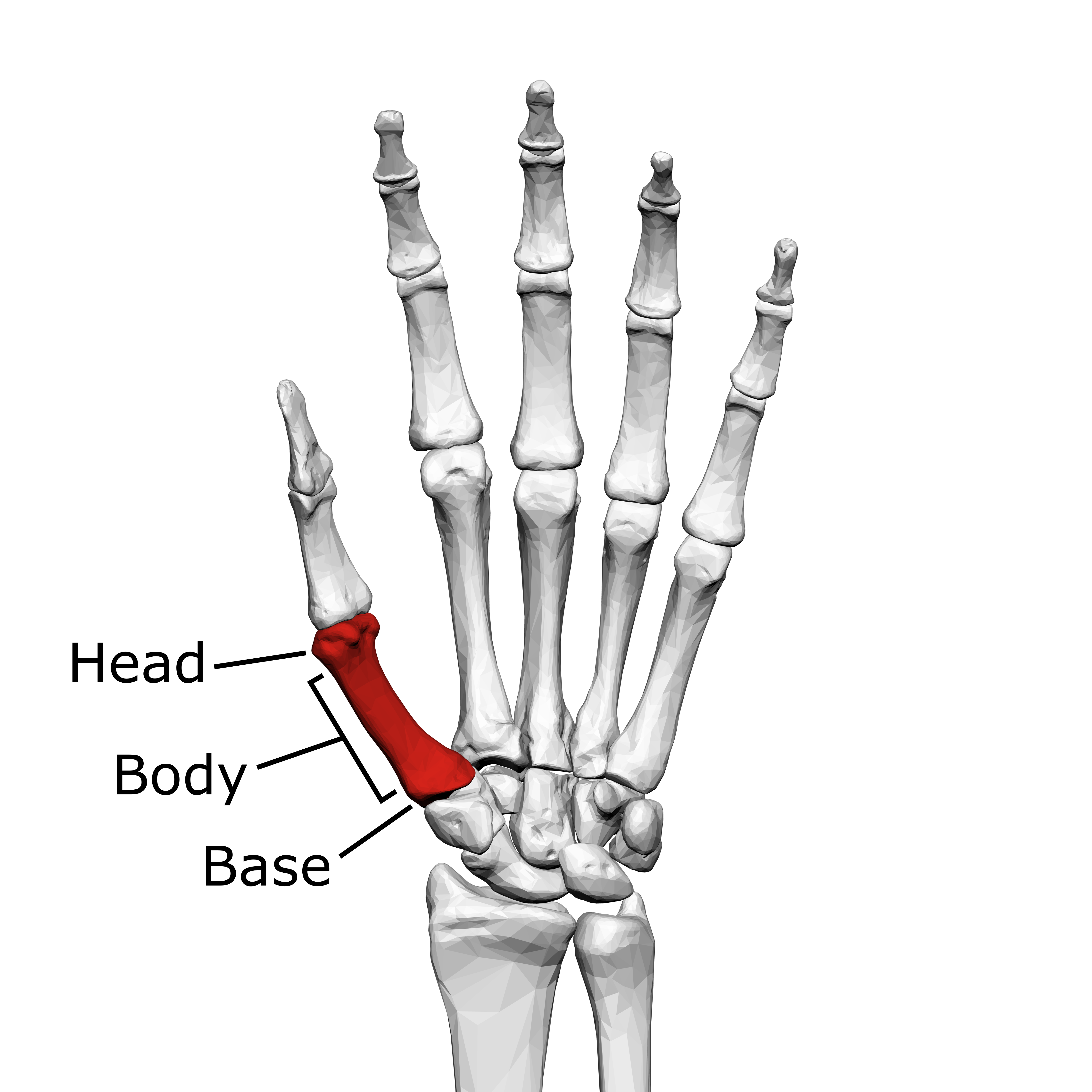
مفصل سرجي.

## وصلات خارجية
- Diagram at phschool.com